# Baretta (India)
Baretta is een nagar panchayat (plaats) in het district Mansa van de Indiase staat Punjab. 

## Demografie
Volgens de Indiase volkstelling van 2001 wonen er 14.882 mensen in Baretta, waarvan 53% mannelijk en 47% vrouwelijk is. De plaats heeft een alfabetiseringsgraad van 56%. 